# Musikjahr 1628
Liste der Musikjahre

◄◄ | ◄ | 1624 | 1625 | 1626 | 1627 | Musikjahr 1628 | 1629 | 1630 | 1631 | 1632 | ► | ►►

Weitere Ereignisse
Dieser Artikel behandelt das Musikjahr 1628.

## Ereignisse

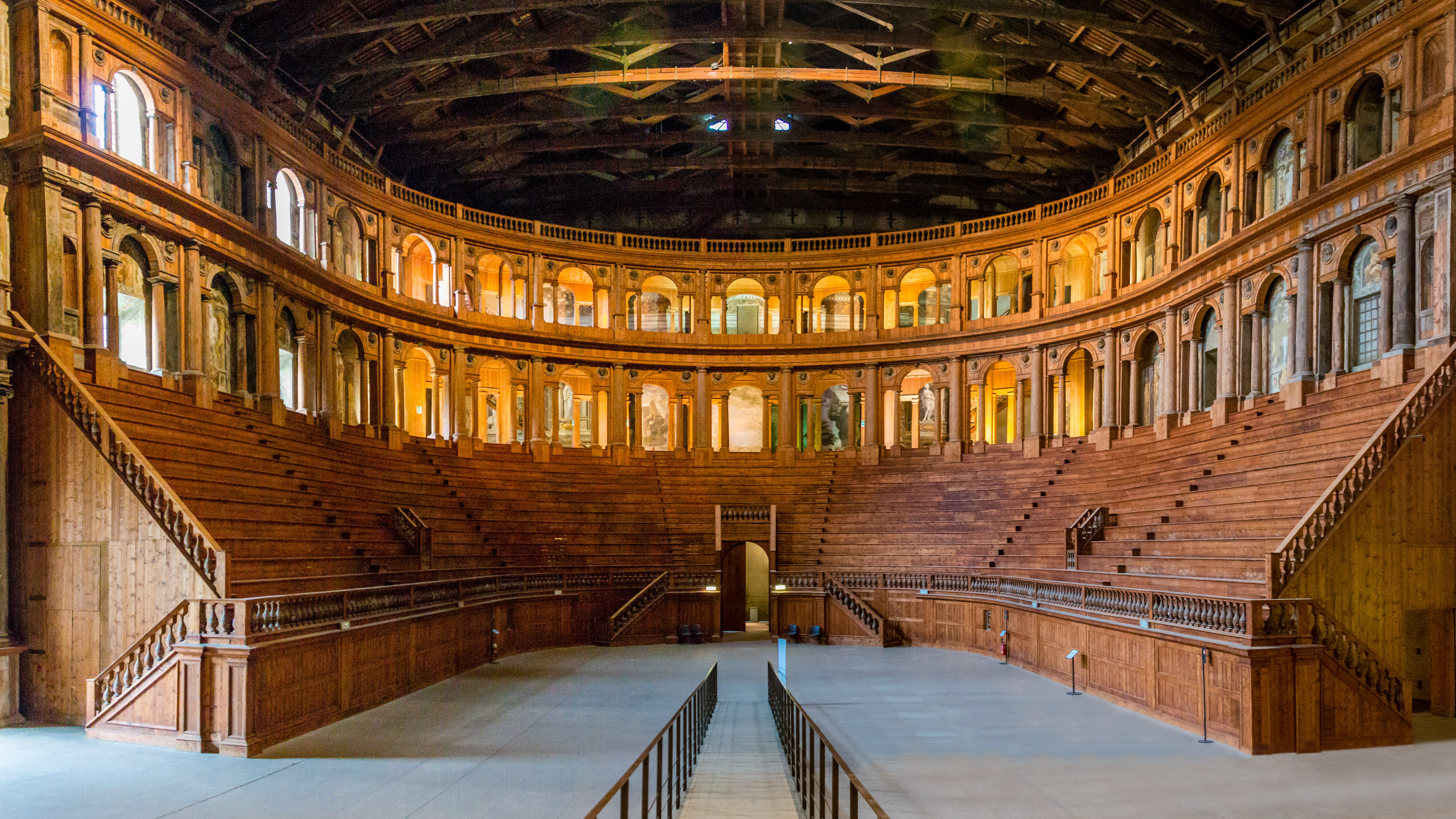
Blick in den Zuschauerraum des Teatro Farnese

- 11. Oktober: Die Oper La Flora o vero Il natal de’ fiori von Jacopo Peri und Marco da Gagliano auf ein Libretto von Salvadori wird im Palazzo Pitti in Florenz anlässlich der Hochzeit des Herzogs Odoardo Farnese von Parma mit der Prinzessin Margherita de’ Medici uraufgeführt.
- 14. Oktober: Uraufführung der Oper La Flora von Marco da Gagliano auf ein Libretto von Andrea Salvadori im Teatro Mediceo in Florenz anlässlich der Hochzeit des Herzogs Odoardo Farnese von Parma mit der Prinzessin Margherita de’ Medici.
- 21. Dezember: Das barocke Teatro Farnese am Parmenser Hof wird aus Anlass der Hochzeit des Herzogssohns Odoardo erstmals bespielt. Gegeben wird das Schauspiel Mercurio e Marte von Claudio Achillini mit Musik von Claudio Monteverdi, dabei wird auch eine Seeschlacht geboten. Wegen des hohen Aufwands dieser Art von höfischen Produktionen wird das Theater bis 1732 nur insgesamt neun Mal bespielt.
- Giovanni Francesco Anerio ist von 1624 bis 1628 Chormeister des Königs Sigismund III. Wasa von Polen und Schweden in Warschau. Im Amt folgte ihm 1628 sein Schüler Marco Scacchi nach.
- Stefano Bernardi komponiert für die Einweihung des neu errichteten Salzburger Doms ein monumentales zwölfchöriges Te Deum (verschollen), welches am 24. September 1628 aufgeführt wurde.
- Girolamo Frescobaldi ist von 1628 bis 1633 Hoforganist in Florenz.
- Heinrich Schütz besucht 1628 – um den Anschluss an die neuesten Errungenschaften der Musik nicht zu verlieren – zum zweiten Mal Venedig bzw. dessen Umgebung, wo er über ein Jahr lang bleibt. Dass er dabei Claudio Monteverdi begegnete, ist denkbar, aber nicht gesichert.
- Thomas Tomkins wird nach dem Tode von Alfonso Ferrabosco d. Jüngeren zum „Composer of [the King’s] Music in ordinary“ ernannt mit einem jährlichen Gehalt von £40. Dieses höchste Amt für einen englischen Musiker wird ihm aber schon kurze Zeit später wieder entzogen, weil es dem Sohne Ferraboscos versprochen war.
- John Wilbye ist von 1598 bis 1628 Musiker im Haus des Grafen Thomes Kytson und seiner Familie auf Schloss Hengrave Hall in Suffolk. Danach übersiedelt er nach Colchester, wo er einer Tochter des Grafen Kytson bis zu seinem Tode ebenfalls als Hausmusiker dient.

## Instrumental- und Vokalmusik (Auswahl)

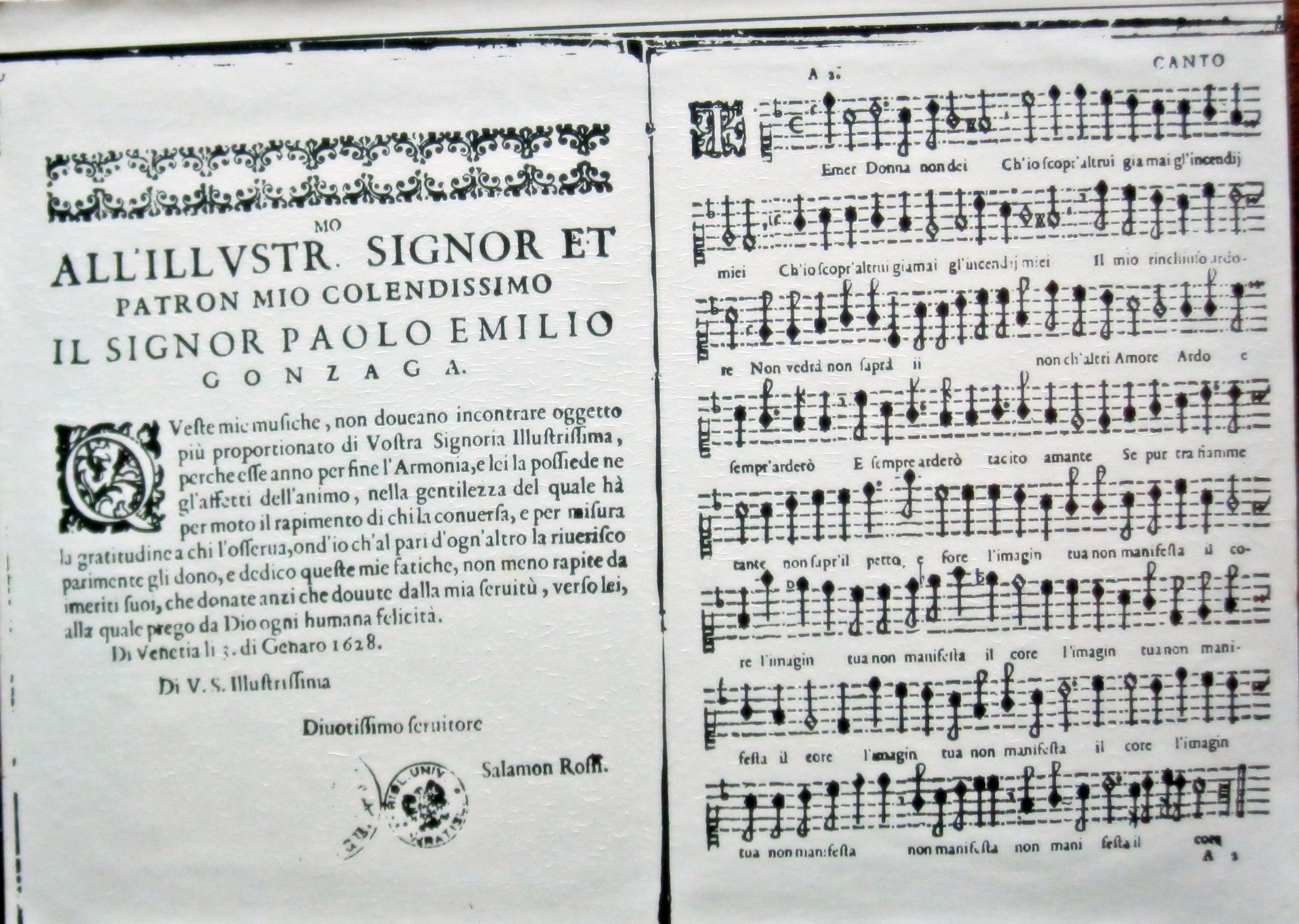
Salomone Rossi – Madrigaletti

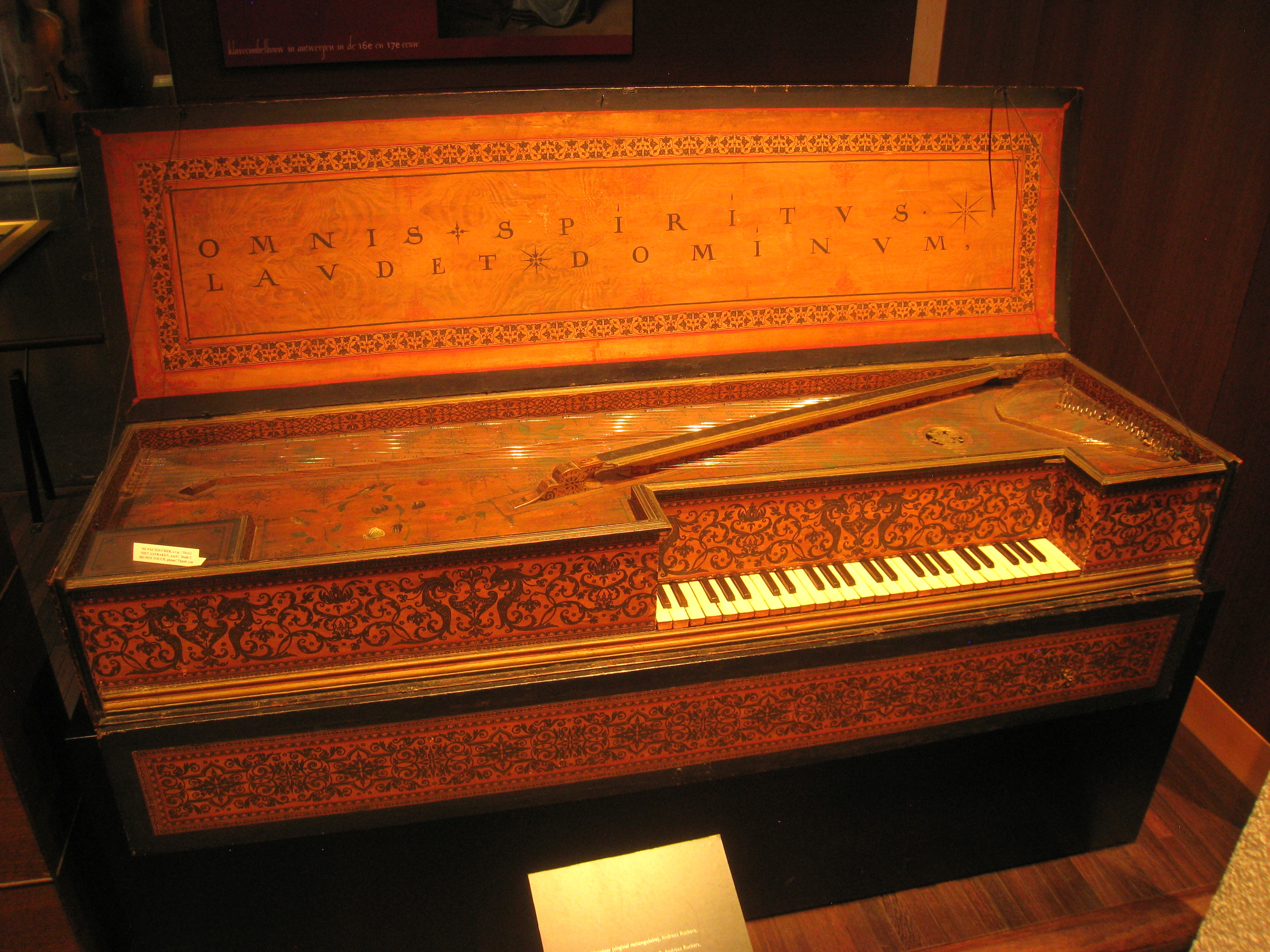
Virginal von Andreas Ruckers, Antwerpen, 1628

- Stefano Bernardi – Te Deum (verschollen)
- Carlo Farina
  - Il quarto libro delle pavane, gagliarde, balletti, volte, passamezi, sonate, canzon
  - Fünffter Theil newer Pavanen, Brand: Mascharaden, Balletten, Sonaten
- Melchior Franck
  - Rosetulum musicum zu vier bis acht Stimmen mit Basso continuo, Coburg: Johann Forckel für Friedrich Gruner
  - Sacri Convivii Musica Sacra zu vier, fünf und sechs Stimmen, Coburg: Johann Forckel (Sammlung von Motetten)
  - Zwey Neue Musicalische Concert für drei Chöre, Coburg: Kaspar Bertsch (zwei Hochzeitsmotetten)
  - Suspirium Germaniae Publicum zu vier und sieben Stimmen, Coburg: Johann Forckel (zwei Motetten)
- Girolamo Frescobaldi – Canzoni da sonare a una, due, tre et quattro libro primo, Rom
- Vinko Jelić
  - Arion primus sacrorum concentuum zu einer bis vier Stimmen und Basso continuo, op. 2, Straßburg: Paul Lederz
  - Arion secundus psalmorum vespertinorum zu vier Stimmen mit Basso continuo, op. 3, Straßburg: Paul Lederz
- Giovanni Girolamo Kapsberger – Cantiones sacrae, Vol. 1, Rom: Paolo Masotti
- Carlo Milanuzzi – sechstes Buch der ariose vaghezze für Solostimme mit Begleitung, op. 15, Venedig: Alessandro Vincenti
- Peter Philips – Paradisus sacris cantionibus consitus, una, duabus et tribus vocibus decantantis zu einer, zwei und drei Stimmen mit Orgelbass, Antwerpen: Pierre Phalèse (106 Motetten für eine bis drei Stimmen und Basso continuo)
- Salomone Rossi – Madrigaletti

## Musiktheater
- Marco da Gagliano – La Flora
- Nicholas Lanier – Vertonung von Christopher Marlowes Hero and Leander (verschollen)
- Claudio Monteverdi
  - Prolog und Intermedien zu Gli amori di Diana e di Endimione, Parma (verschollen)
  - Torneo Mercurio et Marte, Parma (verschollen)
- Jacopo Peri – La Flora o vero Il natale de’ fiori

## Geboren

### Geburtsdatum gesichert

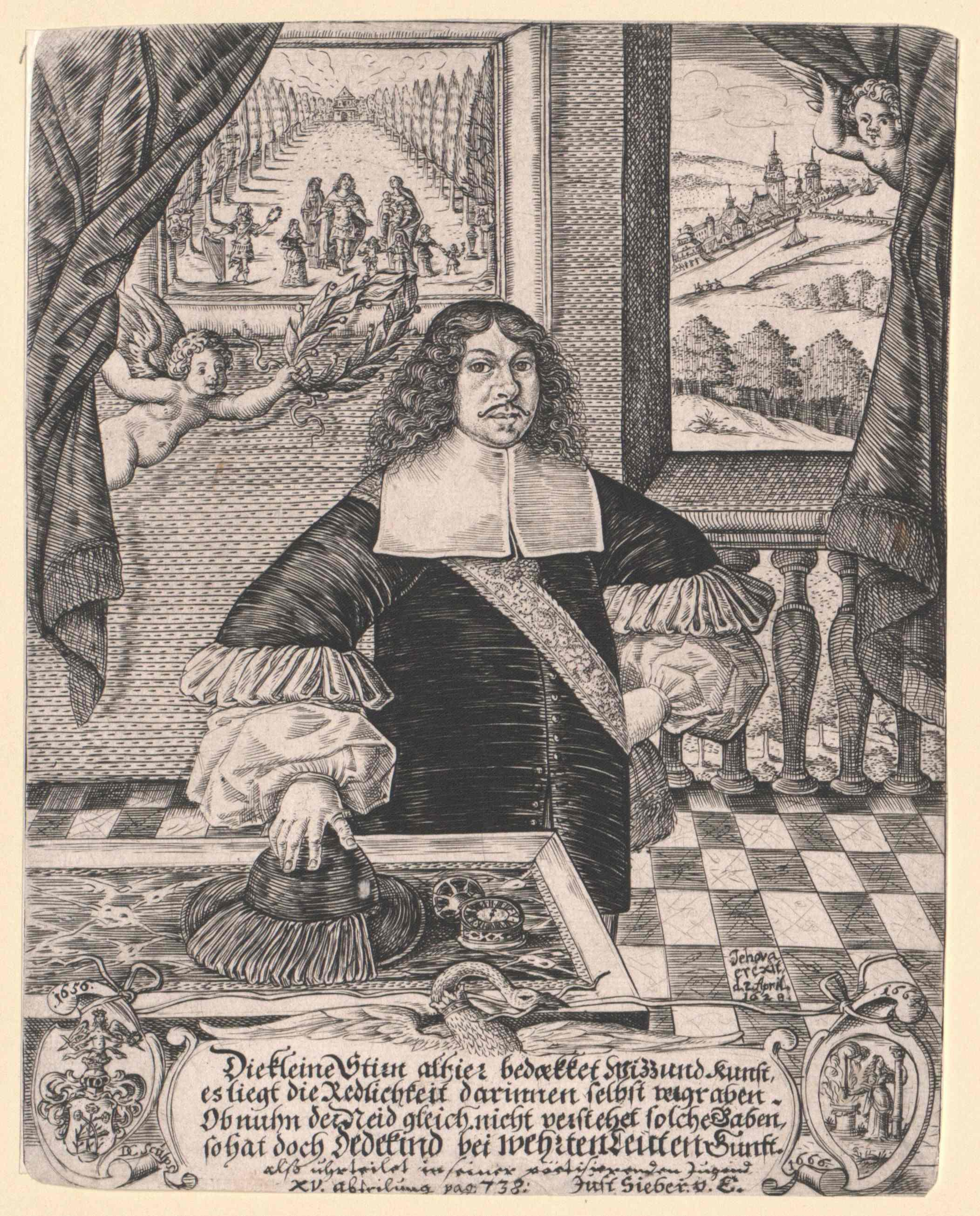
Constantin Christian Dedekind; * 2. April

- 01. Januar: Christoph Bernhard, deutscher Komponist, Kapellmeister und Musiktheoretiker († 1692)
- 08. Februar: Giuseppe Felice Tosi, italienischer Organist, Kapellmeister und Komponist († 1693)
- 02. April: Constantin Christian Dedekind, deutscher Komponist und Dichter († 1715)
- 21. Mai: Georg Wolfgang Druckenmüller, deutscher Organist und Komponist († 1675)

### Geboren um 1628
- Robert Cambert, französischer Organist und Komponist († 1677)

## Gestorben

### Todesdatum gesichert

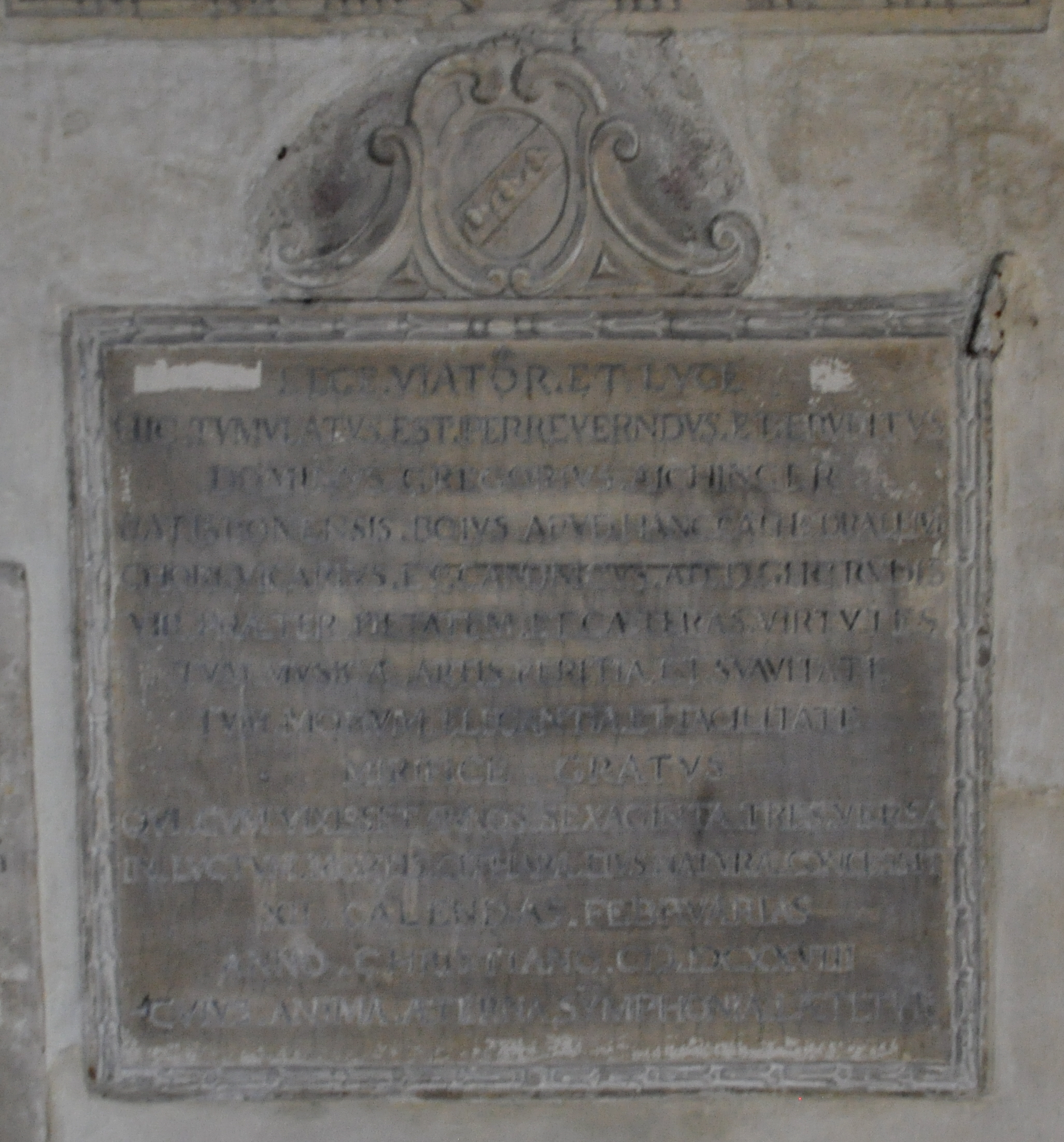
Epitaph für Gregor Aichinger

- 20. oder 21. Januar: Gregor Aichinger, deutscher Komponist (* 1564 oder 1565)
- 01. Februar: Vincentius Schmuck, deutscher lutherischer Theologe und Kirchenlieddichter (* 1565)
- 03. März: Lorenzo Vecchi, italienischer Kapellmeister und Komponist (* vor 1564)
- 11. März: Alfonso Ferrabosco der Jüngere, italienischer Komponist (* um 1575)
- 13. März: John Bull, englischer Organist und Cembalist (* 1562 oder 1563)
- 22. August: Stephan Höpner, deutscher Kantor und Komponist (* um 1580)

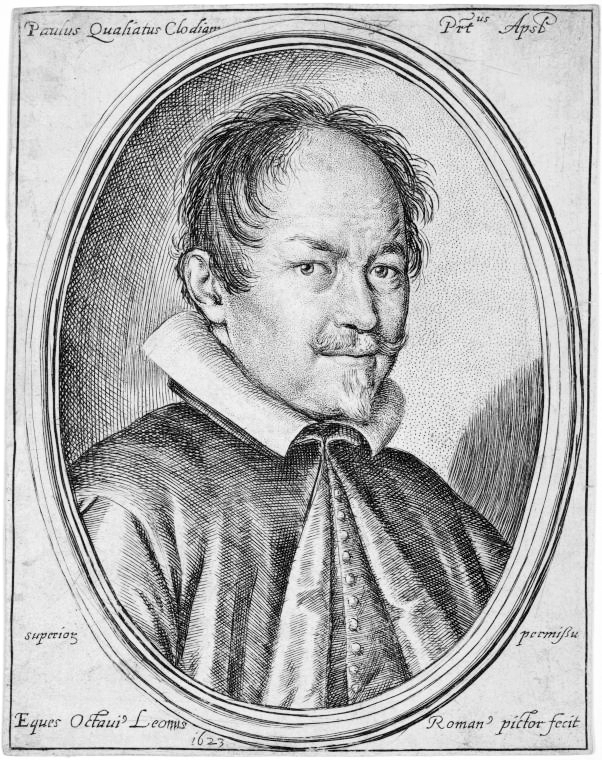
Paolo Quagliati; † 16. November

- 28. August: Balthasar I. Herold, deutscher Stück- und Glockengießer (* 1553)
- 16. November: Paolo Quagliati, italienischer Komponist (* um 1555)

### Genaues Todesdatum unbekannt
- Zachäus Faber der Ältere, deutscher lutherischer Kirchenlieddichter (* 1554)
- Georg Patermann, deutscher Komponist und Organist (* 1580)
- Peter Philips, englischer Komponist (* 1560 oder 1561)
- Thomas Simpson, englischer Komponist, Gambist, Violinist und Musikherausgeber (* 1582)